# تاكاشي سوزوكي
تاكاشي سوزوكي هو سياسي ياباني، ولد في 1882 في تشيبا في اليابان، وتوفي في 1978. حزبياً، نشط في ريكن سيوكي.